# 金津村 (新潟県)
金津村（かなづむら）は、かつて新潟県中蒲原郡にあった村。1955年4月1日の編入合併によって消滅し、現在は新潟市秋葉区の一部となっている。
以下の記述は合併直前当時の旧金津村に関しての記述であり、現在では名称等が異なる場合がある。なお、ここに記述されていない内容に関しては新潟市などの記事を参照。

## 沿革
- 1901年（明治34年）11月1日 - 中蒲原郡中島村、津島村が合併し、金津村が発足。
- 1955年（昭和30年）4月1日 - 新津市に編入され消滅。

## 交通

### 鉄道路線
- 日本国有鉄道
  - 信越本線
    - 古津駅